# Крістіан Кук
Крістіан Луїс Кук (англ. Christian Cooke; нар. 15 вересня 1987, Лідс, Англія, Велика Британія) — англійський актор.

## Біографія
Народився в Лідсі, Велика Британія, але виріс в невеличкому містечку в Західному Йоркширі. Навчався в Католицькій школі Святої Марії, а також відвідував мистецький центр. Його батьки розлучилися, коли йому було три роки. Він зі старшим братом Александром залишилися з мамою Даяною. Крістіан має також молодшу сестру Габріель.

## Кар'єра
Кар'єру на телебаченні розпочав 1999 року, знявшись у тринадцяти епізодах серіалу «Вілмот». І до того як отримав першу роль у кіно («Містечко Семетрі»), зіграв у серіалах «Там, де серце», «Катастрофа», «Лікарі», «Робін Гуд», «Пляж спогадів», «Демони».
2012 року дебютував як кіноактор у британській стрічці «Безумовний». У 2012—2013 роках виконував головну роль у драматичному серіалі «Чарівне місто». 2013 року зіграв у кіноадаптації твору Вільяма Шекспіра «Ромео i Джульєтта» та незалежній стрічці «Привіт, Картере». Приєднався у другому сезоні до акторського складу серіалу «Відьми Іст-Енду». 2015 року на телебаченні грав головних персонажів у серіалах «Кам'яне гирло», «Більше ніж мистецтво». В останньому продовжив виконувати головну роль 2016 року.

## Фільмографія

### Фільми
| Рік  | Назва                | Оригінальна назва | Роль           | Примітки        |
| ---- | -------------------- | ----------------- | -------------- | --------------- |
| 2007 | «Малкольм»           | Wish              | Малкольм       | короткометражка |
| 2010 | «Хрестові походи»    | Dark Relic        | Пол            | телефільм       |
| 2010 | «Містечко Семетрі»   | Cemetery Junction | Фредді Тейлор  |                 |
| 2012 | «Безумовний»         | Unconditional     | Ліам           |                 |
| 2013 | « Ромео i Джульєтта» | Romeo & Juliet    | Меркуціо       |                 |
| 2013 | «Привіт, Картер»     | Hello Carter      | Еліотт         |                 |
| 2013 |                      | Fare              | Домінік        | короткометражка |
| 2014 | «Аномалія»           | Anomaly           | Олівер Греєр   | короткометражка |
| 2014 | «З любов'ю, Розі»    | Love, Rosie       | Грег           |                 |
| 2014 | «Електрика»          | Electricity       | Майкі О'Коннор |                 |
| 2015 | «П'яне весілля»      | Drunk Wedding     | Джон           |                 |

### Серіали
| Рік       | Назва                      | Оригінальна назва       | Роль                | Примітки                |
| --------- | -------------------------- | ----------------------- | ------------------- | ----------------------- |
| 1999-2000 | «Вілмот»                   | Wilmot                  | Вілмот Таннер       | 13 епізодів             |
| 2000-2006 | «Там, де серце»            | Where the Heart Is      | Люк Кіркволл        | 78 епізодів             |
| 2002-2006 | «Катастрофа»               | Casualty                | Джуд Бекет/Марк Бут | 2 епізоди               |
| 2004      |                            | Barking!                | Раян                | 1 епізод                |
| 2006      | «Лікарі»                   | Doctors                 | Гарі                | 1 епізод                |
| 2007      | «Інспектор Джордж Джентлі» | Inspector George Gently | Біллі Лістер        | 1 епізод                |
| 2007      | «Чейз»                     | The Chase               | Ліам Хіггінс        | 9 епізодів              |
| 2007      | «Королівська Лікарня»      | The Royal               | Боббі Горрокс       | 1 епізод                |
| 2007      | «Робін Гуд»                | Robin Hood              | Люк Скарлетт        | 1 епізод                |
| 2008      | «Пляж спогадів»            | Echo Beach              | Брей Маррак         | 12 епізодів             |
| 2008      | «Доктор Хто»               | Doctor Who              | Росс Дженкінс       | 2 епізоди               |
| 2009      | «Демони»                   | Demons                  | Люк Ван Хелсінг     | міні-серіал; 6 епізодів |
| 2009      | «Троїця»                   | Trinity                 | Доріан Гаудін       | 8 епізодів              |
| 2011      | «Обіцянка»                 | The Promise             | Лен Меттьюз         | міні-серіал; 4 епізоди  |
| 2012-2013 | «Чарівне місто»            | Magic City              | Денні Іванс         | 16 епізодів             |
| 2014      | «Відьми Іст-Енду»          | Witches of East End     | Фредерік Бошам      | 13 епізодів             |
| 2015      | «Кам'яне гирло»            | Stonemouth              | Стюарт Гілмор       | 2 епізоди               |
| 2015-2016 | «Більше ніж мистецтво»     | The Art of More         | Грехем Коннор       | 20 епізодів             |
| 2016      |                            | Shield 5                | Джон Свіфт          |                         |